# Bernardin Frankopan
Bernardin Frankopan (1453–1529) là một quý tộc, nhà ngoại giao và chiến binh người Croatia. Ông là thành viên trong gia đình quý tộc Frankopan rất quyền lực và có ảnh hưởng lớn ở Vương quốc Croatia. Là một quý tộc giàu có, ông là một trong những người có vai trò hàng đầu trong việc bảo vệ người Croatia và cùng Nhà nước chống lại việc mở rộng của đế quốc Ottoman.

## Một số lâu đài của Bernardin Frankopan

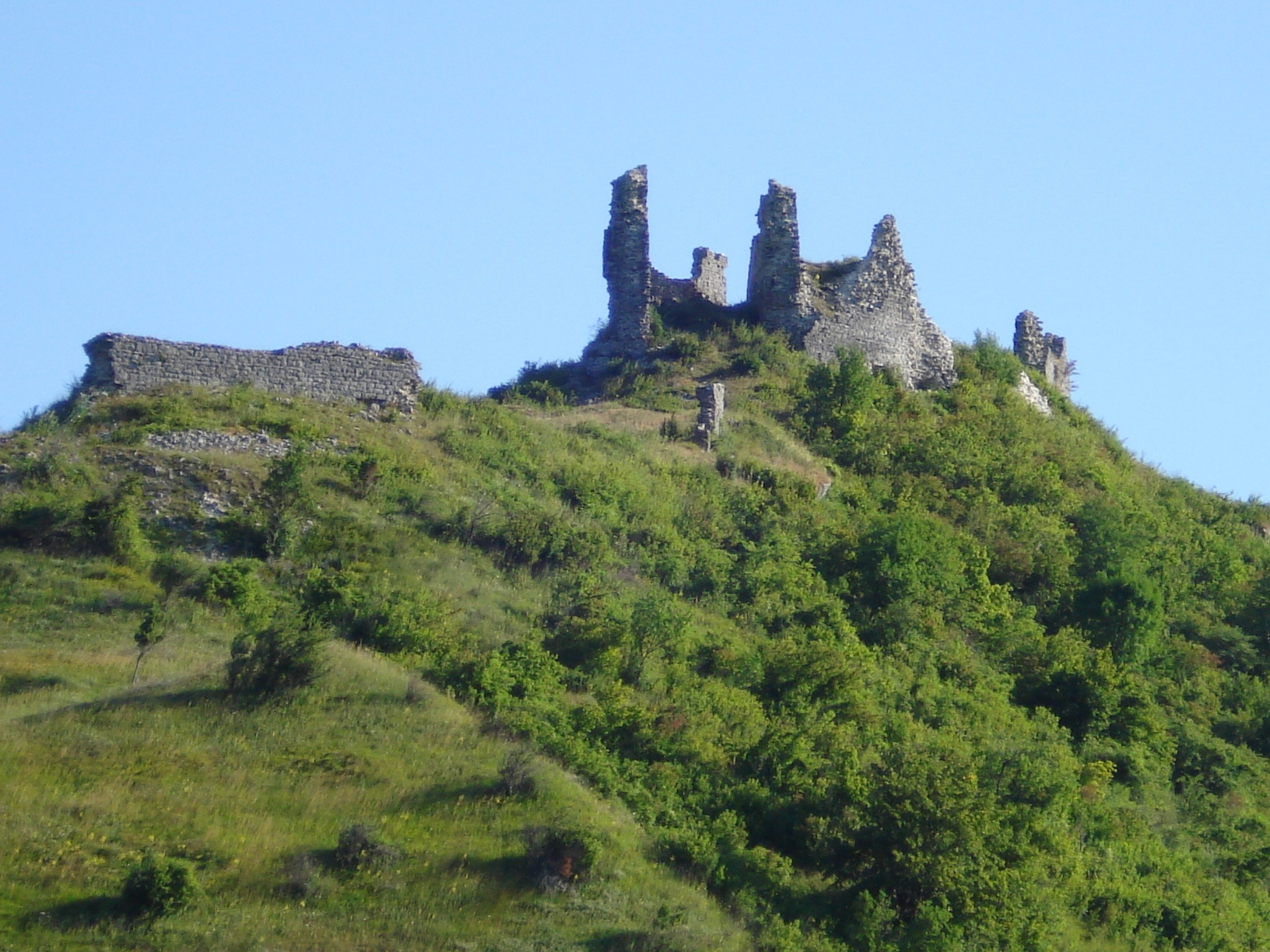
Tàn tích của Lâu đài Tržan ở Modruš, từng là cơ ngơi của gia tộc Frankopan ở Croatia
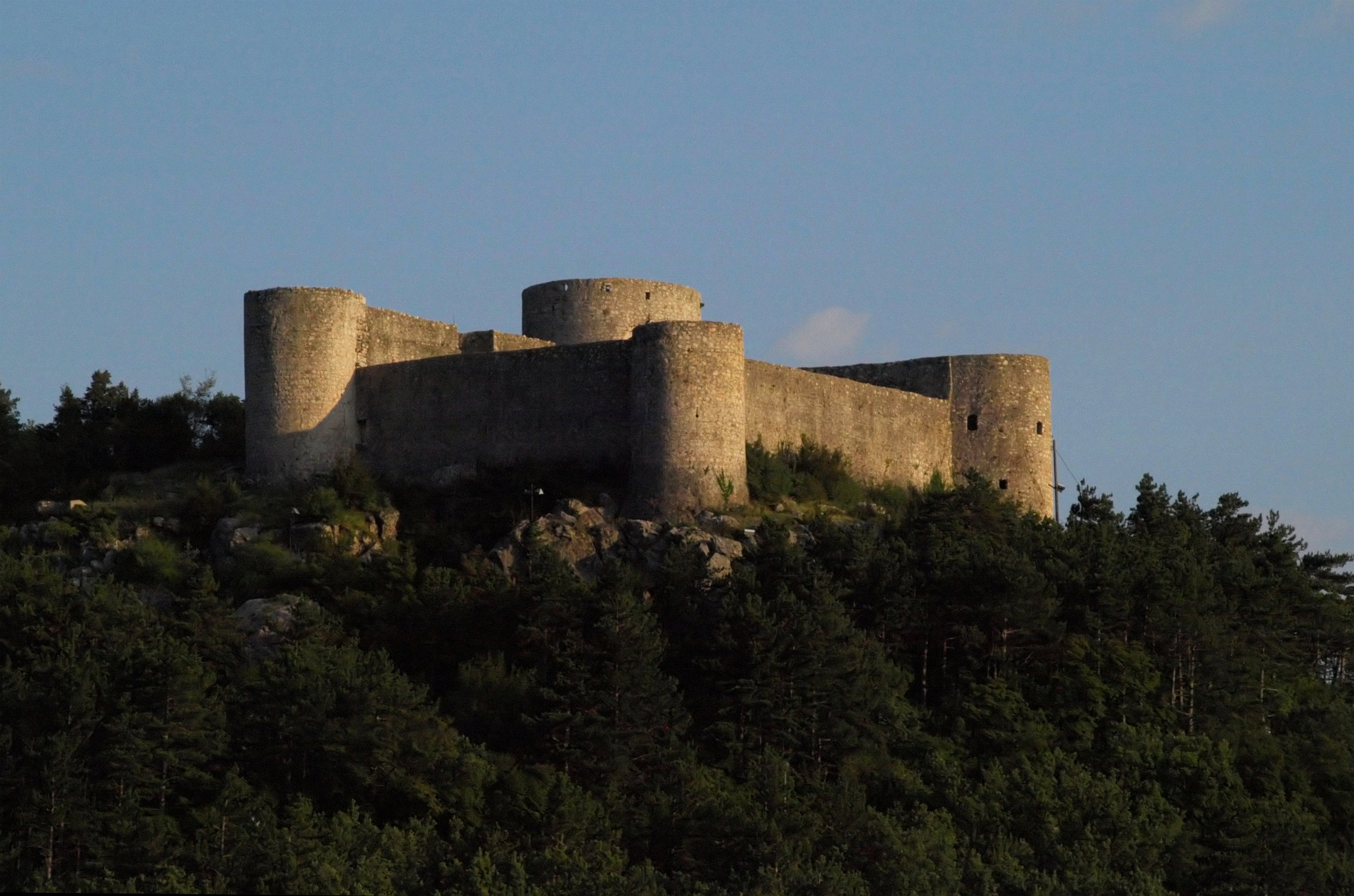
Lâu đài Drivenik gần Crikvenica
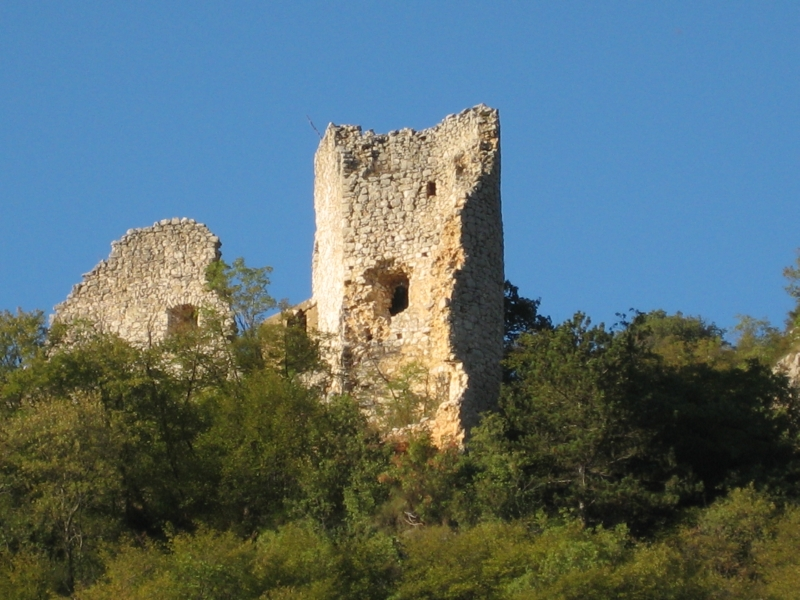
Lâu đài Grižane ở Grižane
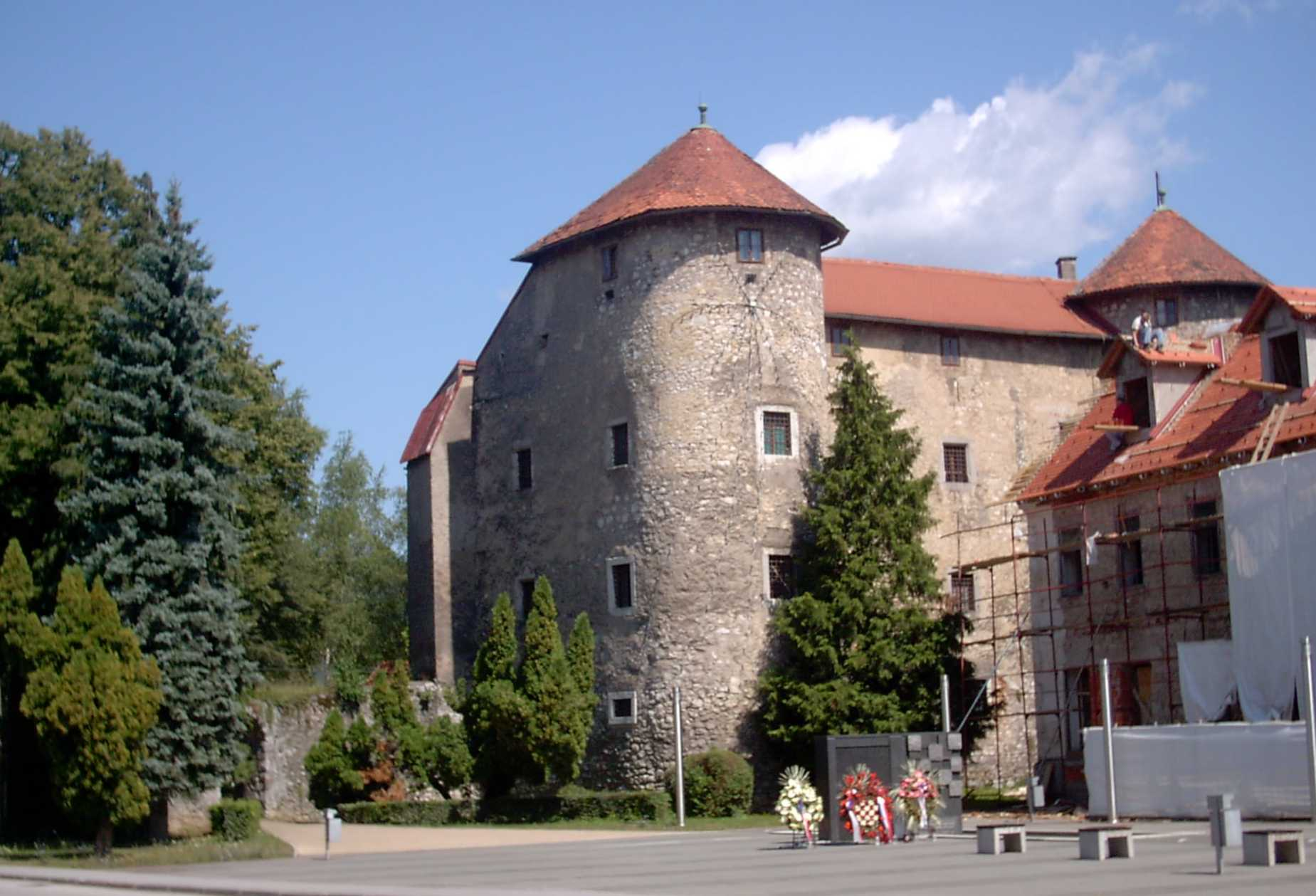
Lâu đài Ogulin ở Ogulin
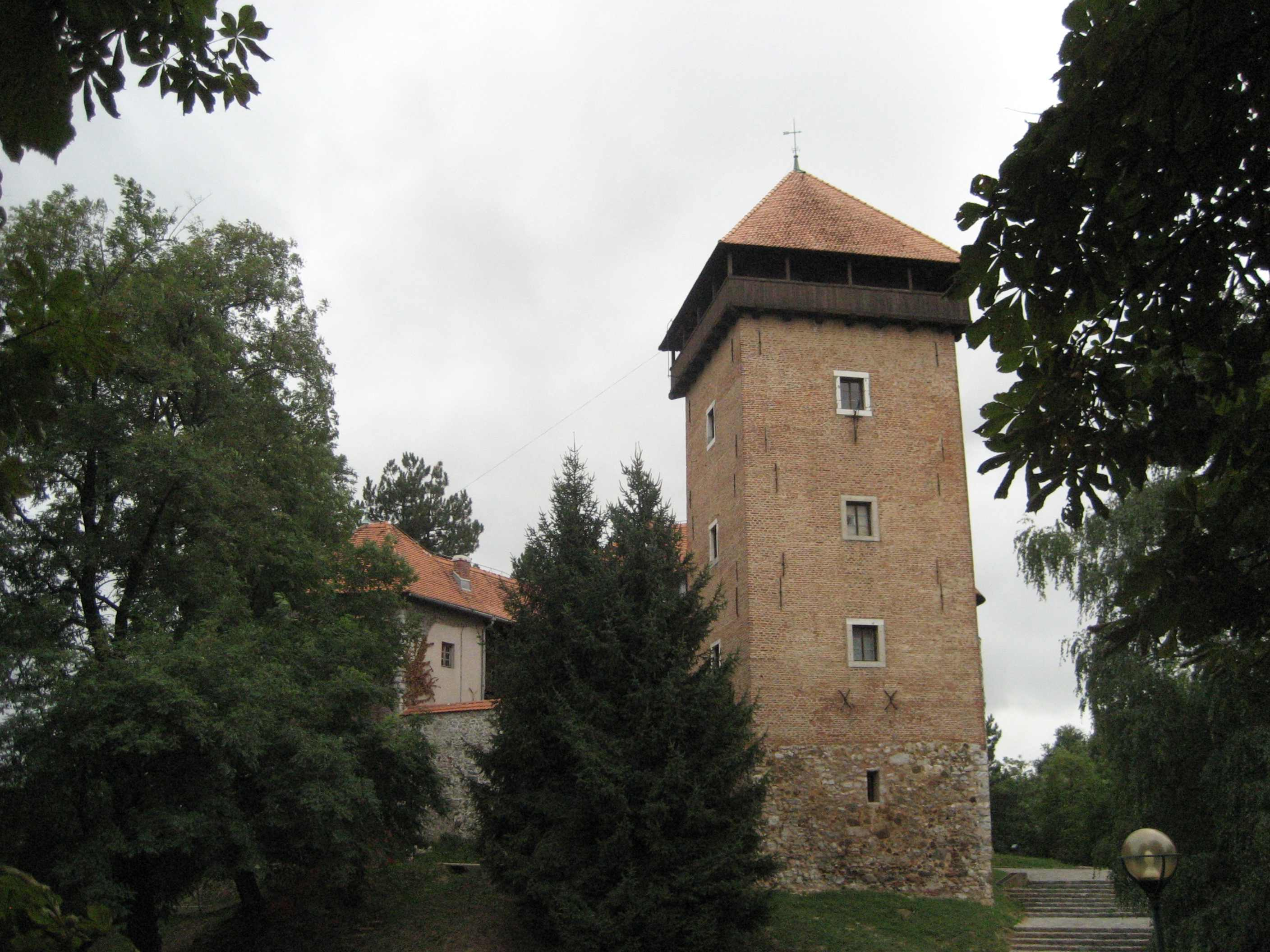
Lâu đài Dubovac tại Karlovac
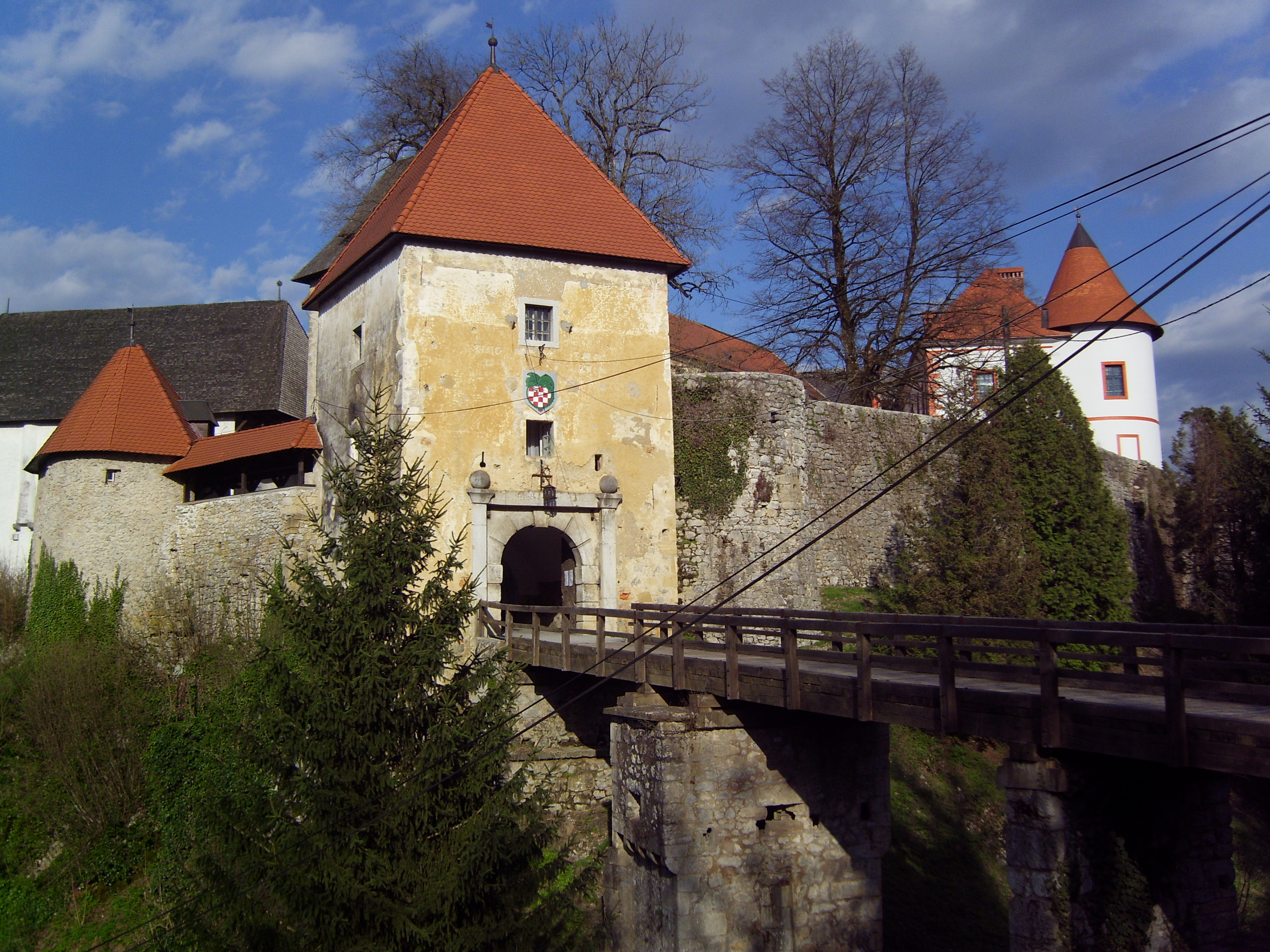
Lâu đài Ozalj ở Ozalj
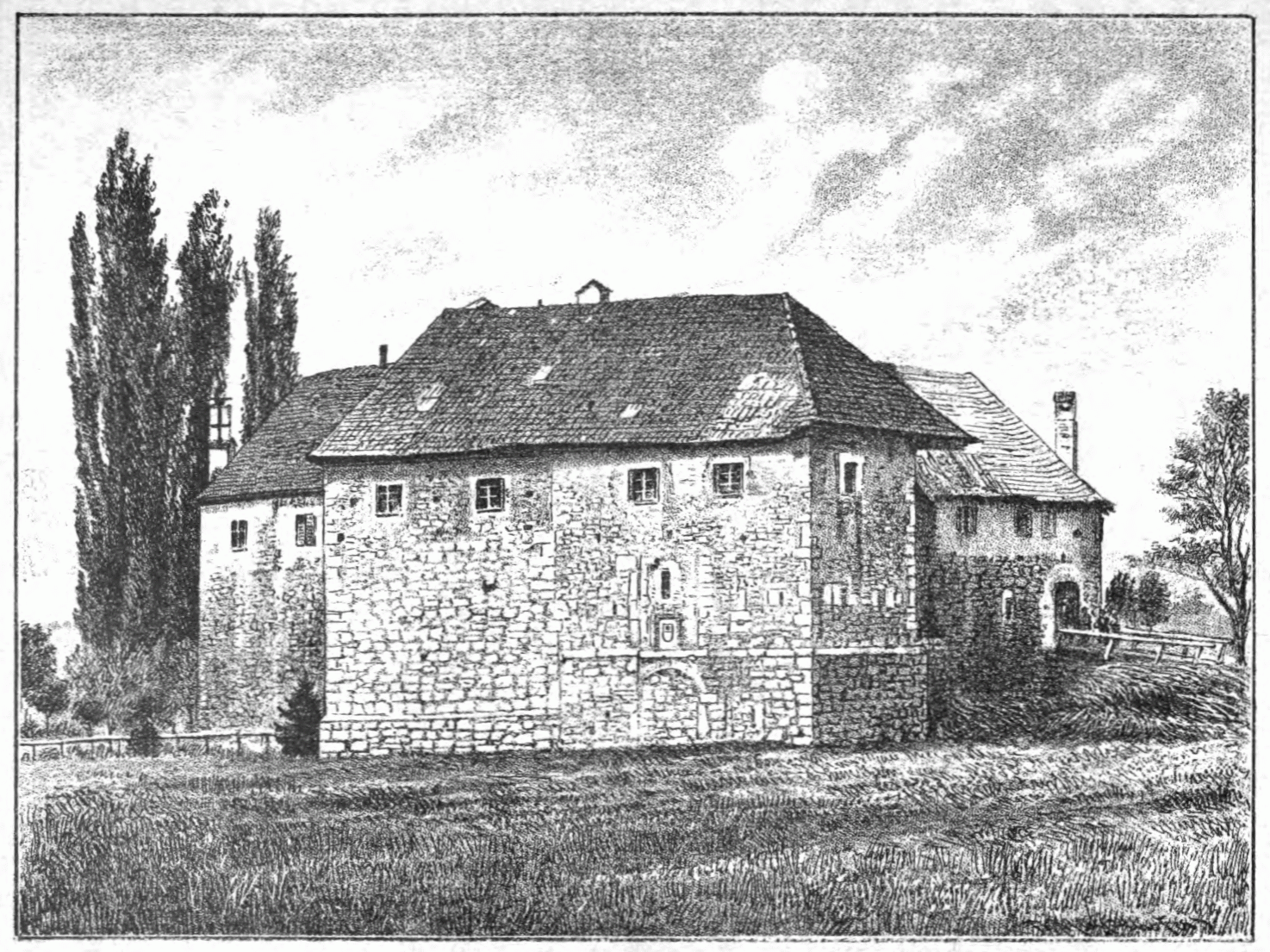
Lâu đài Ribnik ở Ribnik
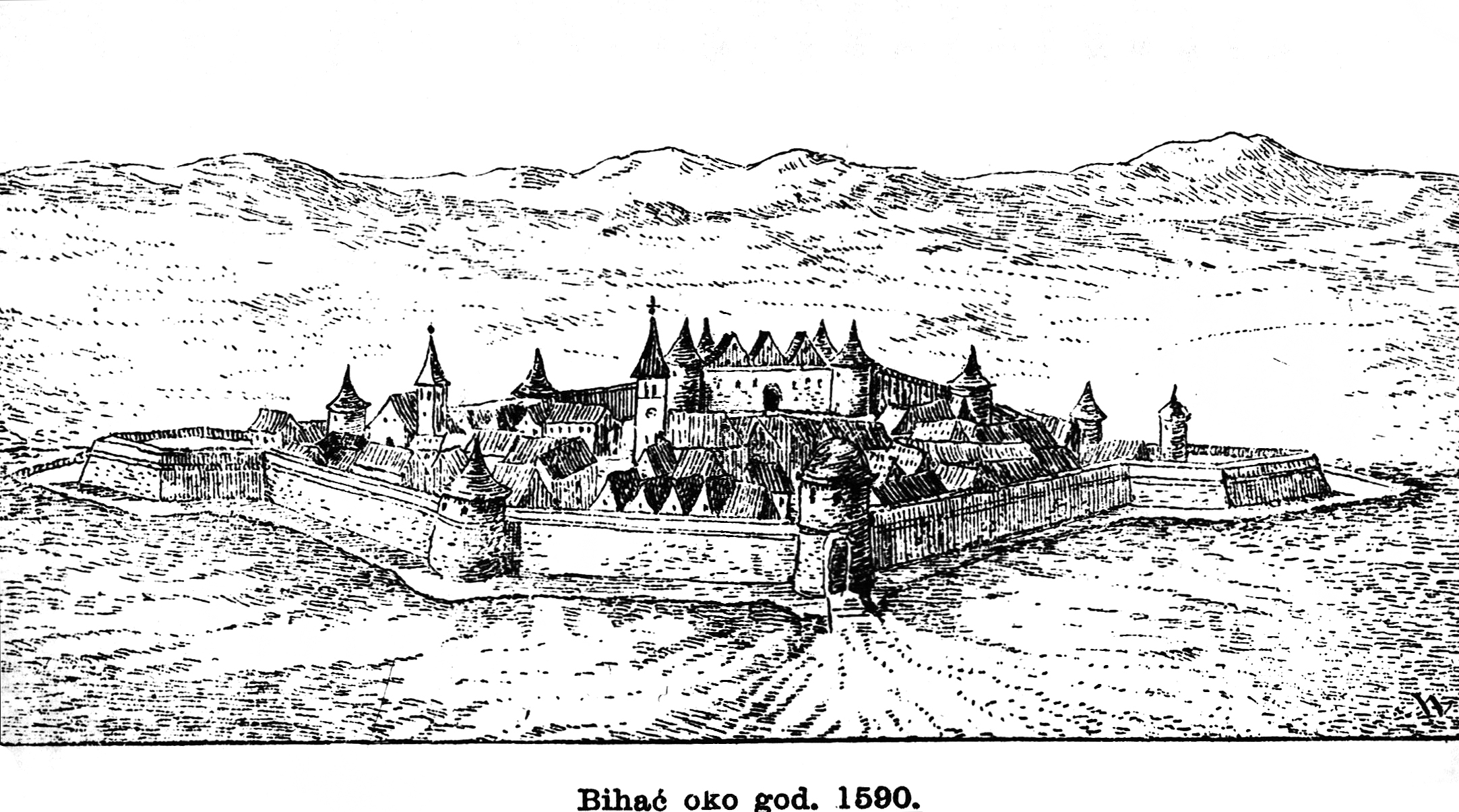
Lâu đài Bihać ở Bihać